# مايك ناش
مايك نـاش (بالإنجليزية: Mike Nash)‏ هو لاعب قذف أيرلندي، ولد في 1965 في ليمريك في جمهورية أيرلندا.